# Deutscher Reformverein
Le Deutscher Reformverein ou Großdeutsche Reformverein est une organisation politique allemande fondée le 26 octobre 1862 en faveur de l'unité allemande comprenant l'empire d'Autriche, allant dans le sens d'une solution grande-allemande.

## Histoire
L'association est fondée en réaction à la Deutscher Nationalverein qui défend la solution petite-allemande. La conversion de certaines parties de l'opinion publique allemande libérale pour la monarchie des Habsbourg tient d'une part de la montée du conflit constitutionnel prussien et de l'autre de la nomination d'un cabinet relativement libérale en Autriche dirigé par Anton von Schmerling. L'association est effective grâce à Oskar von Wydenbrugk (de). Elle est soutenue notamment par Heinrich von Gagern, ancien partisan de la solution petite-allemande, le libéral de gauche Moritz Mohl et le démocrate Julius Fröbel. Néanmoins le nombre de membres reste relativement faible. En tout il y a 1 500 membres (dont 1 000 rien qu'à Munich), venant principalement du mouvement de la solution d'une troisième Allemagne (de). À la différence de la Deutscher Nationalverein qui a une organisation centrale, les associations locales sont peu organisées et liées entre elles.
La raison de la Deutscher Reformverein est une réforme de la Confédération germanique par une consultation des parlementaires du Bundestag. Avec l'échec de la réforme comprenant l'Autriche en opposition à la mainmise de la Prusse, le Deutscher Reformverein perd son sens en 1863 jusqu'à la fondation de l'Empire allemand en 1871.

## Source, notes et références
- (de) Cet article est partiellement ou en totalité issu de l’article de Wikipédia en allemand intitulé « Reformverein » (voir la liste des auteurs).